# Seikichi Fujimori
Pour les articles homonymes, voir Fujimori.
Seikichi Fujimori (藤森 成吉) (1892-1977), est un écrivain et dramaturge japonais.

## Biographie
Né en 1892, Fujimori est le fils aîné d'un marchand de remèdes naturels de Kakuma. Il est diplômé de l'école secondaire de Suwa (actuel lycée Seiryō de Suwa) et de la faculté de philosophie de l'université de Tokyo. Encore étudiant à l'université de Tokyo, il publie en 1914, sur le conseil d'Utsubo Kubota et à ses frais, son premier ouvrage Nami. Deux ans plus tard, il achève ses études en littérature allemande avec le meilleur classement et épouse Nobuko, fille de Yoshizaburō Okakura.
En mai 1926 paraît sa pièce Haritsuke Mozaemon (磔茂左衛門), « Mozaemon crucifié »), interdite de représentation deux ans plus tard. Suivent les pièces Gisei (犠牲), « Victime ») en juin et Nani ga Kanojo o sō saseta ka début 1927.
Avec Nami (波, « Vague »), qu'il a écrit pendant son séjour à l'Université de Tokyo, il se fait connaître comme écrivain. À partir de 1926, il écrit des drames et Nani ga Kanojo o sō saseta ka (何が彼女をそうさせたか), « La jeune fille Sumiko ; pourquoi a-t-elle fait ça? » (adapté au cinéma) suscite des controverses. Son intérêt pour le socialisme croît et il est élu premier président du comité de la littérature prolétarienne. À cette époque, il encourage la publication de Jokō Aishi (女工哀史), « La triste vie des ouvrières de l'usine ») de Hosoi Wakizō. Par ailleurs, il se présente aux 16e élections pour la Chambre des représentants du Japon en 1928 en tant que candidat pour la ville de Nagano.
En 1930, Fujimori se rend en Europe avec sa femme et reste en Allemagne jusqu'en 1932. A peine est-il rentré au Japon qu'il est emprisonné en 1933 pour violation des lois de préservation de la paix. Il renonce à ses convictions politiques (tenkō) puis se tourne vers les romans historiques.
Après la guerre, il s'installe en 1948 à Zushi dans la préfecture de Kanagawa et adhère au parti communiste japonais. Il participe à la création de la Société littéraire du nouveau Japon (Shin Nihon Bungaku Kai). Il s'engage par ailleurs dans la mouvement pour les droits civiques Nihon Kokumin Kyūen Kai. Deux ans plus tard, il édite la revue littéraire Jinmin Bungaku (人民文学), « Littérature populaire »).
En 1975, à l'occasion du 60e anniversaire de la publication de Nami, une stèle commémorative est érigée sur l'île Izu Oshima. Deux ans plus tard, Fujimori est heurté par un camion alors qu'il se promène et meurt.

## Ouvrages (sélection)
- 1915 Nami (Kaizōsha)
- Junjō (純情?), « Innocence ») (éditions Shinchōsha)
- 1921 Bonnō (煩悩?), « Désirs matériels ») (éditions Shinchōsha)
- 1928 Aikoiki (相恋記?), « Compte rendu amoureux ») (éditions Shunyōdō)
- 1935 Watanabe Kazan (渡辺崋山?), éditions Kadokawa Shoten
- 1938 Edojō Akewatashi (江戸城明渡し?), « L'évacuation du château d'Edo ») (éditions Kaizōsha)
- 1939 Shiki Takuboku (若き啄木?), « Le jeune Takuboku ») - théâtre
- 1940 Ōhara Yūgaku (大原幽学?) - théâtre
- 1941 Rai San'yō (頼山陽?) - théâtre
- 1944 Okakura Tenshin oboegaki (岡倉天心覚書?), « Le mémorandum Okakura Tenshin ») - théâtre
- 1944 Taiyō no Ko (太陽の子?), « Enfant du Soleil ») (éditions Shinchōsha)
- 1955 Kanashiki Ai (悲しき愛?), « Amour triste ») (éditions Kadokawa Shoten)
- 1965 Shirarezaru Kisaitensai (知られざる鬼才天才?), « Le génie caché ») (éditions Shunjunsha)
- 1965 Kindainihon no Senkushatachi (近代日本の先駆者たち?), « "Les pionniers du Japon moderne ») (éditions Shinnihon Soten)

### Traduction
- 1933 Shaw no mita amerika to roshia (ショーの見たアメリカとロシヤ, « L'Amérique et la Russie vues par George Bernard Shaw »)

## Source de la traduction
- (de) Cet article est partiellement ou en totalité issu de l’article de Wikipédia en allemand intitulé « Fujimori Seikichi » (voir la liste des auteurs).

- Ressource relative aux beaux-arts :   - British Museum
- Notices d'autorité :   - VIAF
  - ISNI
  - BnF (données)
  - IdRef
  - LCCN
  - GND
  - Japon
  - CiNii
  - Pays-Bas
  - Pologne
  - Israël
  - Corée du Sud
  - WorldCat